# Addi Gela
Pour les articles homonymes, voir Gela (homonymie).
Addi Gela est un réservoir qui se trouve dans le woreda de Hintalo Wajirat au Tigré en Éthiopie. Le barrage a été construit en 1998 par SAERT.

## Caractéristiques du barrage
- Hauteur: 22 mètres
- Longueur de la crête: 424 mètres
- Largeur du déversoir: 14 mètres

## Capacité
- Capacité d’origine : 1 250 000 m3
- Tranche non-vidangeable : 62 500 m3
- Superficie : 18,5 ha

En 2002, l’espérance de vie du réservoir (la durée avant qu’il ne soit rempli de sédiments) était estimée à 40 années.

## Irrigation
- Périmètre irrigué planifié: 100 ha
- Aire irriguée réellement en 2002: 6 ha

## Environnement
Le bassin versant du réservoir a une superficie de 8,19 km2, et une longueur de 5 640 mètres. Le réservoir subit une sédimentation rapide. La lithologie du bassin est composée de schistes d’Agula, de dolérite de Mekelle et de grès d’Amba Aradam. Une partie des eaux du réservoir est perdue par percolation; un effet secondaire et positif est que ces eaux contribuent à la recharge des aquifères.